# Tobias Marhold
Tobias Marhold (* 3. Oktober 1969 in Wernigerode) ist ein ehemaliger Abgeordneter des Deutschen Bundestages (SPD), dem er in der vierzehnten und fünfzehnten Legislaturperiode von 1998 bis 2005 angehörte.

## Leben
Tobias Marhold besuchte von 1976 bis 1986 die Polytechnische Oberschule „Thomas-Müntzer“ in Wernigerode und erreichte dort die Mittlere Reife. Anschließend absolvierte er bis 1988 eine Ausbildung zum Facharbeiter für Werkzeugmaschinen. 1989 wurde er Angestellter im „Evangelischen Feierabendheim Sonneck-Harzfriede“ in Wernigerode, bevor er im Sommer 1989 über Ungarn in die Niederlande fuhr und von dort aus in die Bundesrepublik Deutschland reiste. Nach dem Mauerfall kehrte er in die DDR zurück und war von 1991 bis 1995 Angestellter in der Stadtverwaltung seiner Heimatstadt.

## Politik
Marhold trat im Jahr 1992 der SPD bei und begann im selben Jahr eine Ausbildung zum Verwaltungsfachangestellten. Er übte diverse Funktionen auf Orts- und Kreisverbandsebene der SPD aus und wurde 1995 SPD-Regionalgeschäftsführer im Harz. Bereits im Jahr 1994 wurde er in den Kreistag Wernigerodes gewählt. 
Bei der Bundestagswahl 1998 konnte er seinen Wahlkreis Harz und Vorharzgebiet mit 44,1 % für sich entscheiden und das Direktmandat erlangen. Nachdem er 2002 wiedergewählt worden war, schied er im Jahr 2005 aus dem deutschen Bundestag aus. Später verließ Marhold auch die SPD.